# 235 Karolina
235 Karolina (mednarodno ime 235 Carolina) je asteroid tipa S v glavnem asteroidnem pasu. 

## Odkritje
Asteroid je odkril avstrijski astronom Johann Palisa 28. novembra 1883 na Dunaju . Asteroid se imenuje po nenaseljenem Otoku Carolina (tudi atol Carolina oziroma Millenium Island), danes je to del Kiribatskih otokov

## Lastnosti
Asteroid Karolina obkroži Sonce v 4,89 letih. Njegova tirnica ima izsrednost 0,06 nagnjena pa je za 9,026° proti ekliptiki. Njegov premer je 57,58 km, okoli svoje osi se zavrti v 17,56 h .